# Arctosa renidescens
Arctosa renidescens är en spindelart som beskrevs av Jan Buchar och Thaler 1995. Arctosa renidescens ingår i släktet Arctosa och familjen vargspindlar. Inga underarter finns listade i Catalogue of Life.